# Axel Djurson
Axel Rudolf Konrad Djurson, född 31 mars 1861 i Vallsjö socken, Jönköpings län, död 1943, var en svensk ingenjör. Han var son till Anton Ludvig Djurson.
Djurson utexaminerades från Kungliga Tekniska högskolan i Stockholm 1882, och var därefter anställd vid Statens Järnvägar, först som ritare, verkmästare och maskininspektör och senare som maskiningenjör. År 1908 övergick han till privat ingenjörsverksamhet i Malmö och var direktör i Svenska AB Bromsregulator. Djurson uppfann bland annat den av järnvägsförvaltningarna i Europa antagna bromsregulatorn SAB.